# Conchyloctenia aspidiformis
Conchyloctenia aspidiformis es un coleóptero de la familia Chrysomelidae.
Fue descrita científicamente en 1994 por Borowiec.